# Museum Altes Zeughaus Solothurn

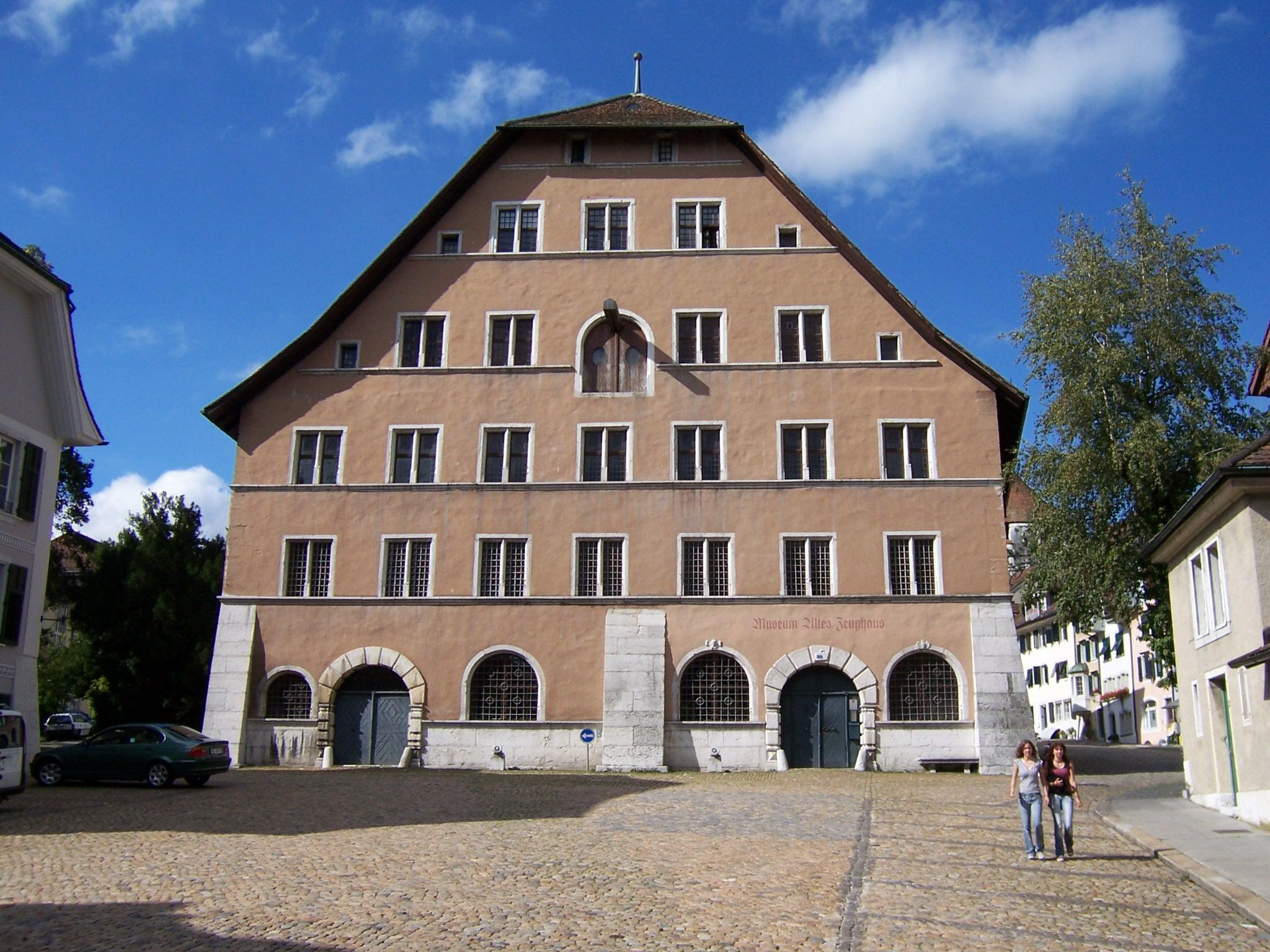
Das Alte Zeughaus in der Solothurner Altstadt (2006)

Das Museum Altes Zeughaus in Solothurn ist eine der grössten historisch orientierten Rüstungs- und Waffenausstellungen der Schweiz, die sich jedoch primär auf den Kanton Solothurn fokussiert.

## Geschichte
Das Gebäude des heutigen Museums wurde um 1609 erbaut. Danach diente es während Jahrhunderten als Rüsthaus (Zeughaus) für die Truppen des damals staatspolitisch noch souveränen (unabhängigen) eidgenössischen Standes Solothurn, dies auch noch über die Gründung des Bundesstaates von 1848 mit einer gewissen Zentralisierung der Heeresorganisation hinaus. Zu Beginn des 20. Jahrhunderts nahm der Kanton einige neue Zeughäuser in Betrieb, das in der Solothurner Altstadt gelegene Rüsthaus wurde 1907 in ein Museum umfunktioniert. Von 2014 bis 2016 erfolgte eine umfassende Renovation des Gebäudes, und die Gesamtausstellung wurde neu konzipiert.

## Bestände

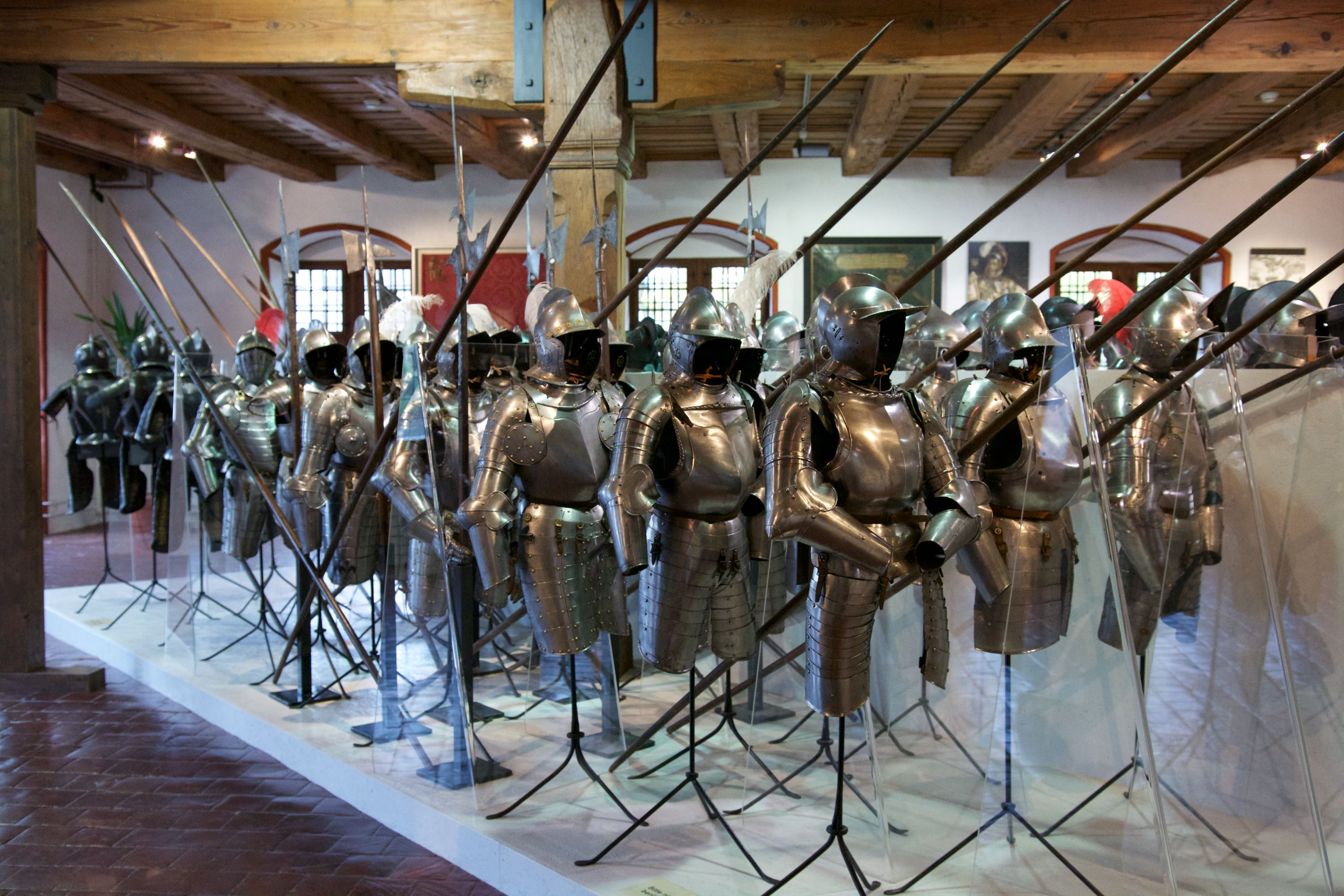
Harnischsammlung im Rüstsaal

Die ausgestellten Rüstungs-Gegenstände zeigen einen Querschnitt über die solothurnische und schweizerische Heeres- und Kriegsgeschichte vom Mittelalter bis zum Ersten Weltkrieg. Es wird auch der geschichtlich-politische Kontext dargestellt, in welchem die Ausstellungsobjekte eine Rolle spielten: Im Schwabenkrieg mit der Schlacht bei Dornach von 1499 etwa, der ersten eidgenössischen Kriegshandlung, bei der Solothurn als vollwertiges Mitglied des Bündnisses mittat, stand die faktische Unabhängigkeit vom Heiligen Römischen Reich im Zentrum. Auch Solothurner Söldner und Soldunternehmer, die ihr mit Geld in Kriegen verdienten, werden thematisiert.
Im Erdgeschoss werden schwere Geschütze der Artillerie aufbewahrt und präsentiert. In den Schaudepots an der Westwand des Erdgeschosses und des ersten Stocks lassen sich technische Entwicklungen bei verschiedenen Infanterie-Waffentypen im Verlauf mehrerer Jahrhunderte ablesen: Hieb- und Stichwaffen, Stangen- sowie Schusswaffen. 
Der Rüstsaal im zweiten Stock beherbergt eine umfangreiche Harnischsammlung mit rund 400 Rüstungen. Markant hebt sich in diesem Ausstellungsbereich die von Martin Disteli angeregte Figurengruppe aus dem Jahr 1845 hervor, mit der die Tagsatzung von Stans imitiert wird, wo Niklaus von Flüe 1481 den Zwist zwischen Stadt- und Landkantonen schlichtete, was letztlich zur Aufnahme Freiburgs und Solothurns ins eidgenössische Bündnis führte.